# Pommerby
Pommerby este o comună din landul Schleswig-Holstein, Germania.
1. ↑   http://www.pommerby.de/historie.html Lipsește sau este vid: |title= (ajutor)
2. ↑  Alle politisch selbständigen Gemeinden mit ausgewählten Merkmalen am 31.12.2018 (4. Quartal) (în germană), Statistisches Bundesamt[*], arhivat din original la 10 martie 2019, accesat în 10 martie 2019